# Discographie de Bon Jovi
Bon Jovi est un groupe de rock américain. Leur première apparition sur la scène musicale a lieu en 1983 avec le single Runaway, tiré de leur premier album homonyme sorti en 1984, Bon Jovi, dont le succès est modeste aux États-Unis. Leur deuxième album 7800° Fahrenheit, sorti en 1985, obtient un peu plus de succès que le précédent en étant certifié disque d'or aux États-Unis.
Bon Jovi obtient une reconnaissance internationale généralisée avec la sortie de leur troisième album Slippery When Wet en 1986. Il s'agit du disque le plus vendu du groupe à ce jour, avec plus de 28 millions d'exemplaires distribués dans le monde. Il atteint la première position des charts en Australie, au Canada et aux États-Unis, où il a passé 94 semaines dans le Billboard 200, et est certifié disque de diamant par la Recording Industry Association of America,. Les deux premiers singles de l'album, You Give Love a Bad Name et Livin' on a Prayer, se hissent tous deux au sommet du Billboard Hot 100. L'album suivant, New Jersey (1988), connaît un succès planétaire similaire. L'album délivre cinq hits qui se glissent dans le top 10 du Billboard Hot 100. Cette performance donne à Bon Jovi le record du nombre de chansons issues d'un album de hard rock / glam metal se retrouvant dans le top 10 musical américain.. Aucun autre album de hard rock / glam metal n'a jamais égalé ou cassé ce record. Deux des titres du disque, Bad Medicine et I'll Be There for You, arrivent en première position des charts.
Le cinquième album, Keep the Faith, sorti en 1992, marque un changement dans les sonorités du groupe. L'album a réussi à être certifié double disque de platine par la RIAA et fait ses débuts en haut des charts au Royaume-Uni et en Australie. Aux États-Unis, le morceau Bed of Roses fait une entrée fracassante dans le top 10 des charts. En 1994, Bon Jovi sort une compilation, Cross Road, qui est le disque le plus vendu au Royaume-Uni en 1994. Le premier single de la compilation, Always, passe six mois dans le top 10 du Billboard Hot 100, se fait certifier single de platine aux États-Unis et devient le single le plus vendu de Bon Jovi.. Cette compilation est le dernier projet auquel prend part le bassiste Alec John Such avant son départ du groupe.
Avec son nouveau bassiste Hugh McDonald, le groupe sort son sixième album, These Days, un an plus tard, en 1995. These Days est un énorme succès commercial, notamment sur les marchés asiatiques et européens. L'album fait ses débuts en tête des charts au Royaume-Uni en éjectant l'album HIStory de Michael Jackson de la première position du UK Albums Chart et en y passant quatre semaines consécutives. Au Japon, l'album arrive en tête du classement Oricon avec des ventes s'affichant à 379 000 exemplaires lors de la première semaine, devenant ainsi le deuxième album international le plus rapidement vendu de l'histoire du pays. Le single principal, This Ain't a Love Song, atteint la 14e place aux États-Unis et est le seul succès américain significatif de l'album, cependant, l'album permet l'émergence de quatre hits dans le Top 10 britannique.
Après cinq ans d'absence, la bande de Jon Bon Jovi revient en 2000 avec un septième album, Crush. Le disque fait autant de bruit que les précédents. Il devient respectivement le sixième et le cinquième album consécutif du groupe à être classé numéro 1 des ventes en Australie et au Royaume-Uni et est certifié double disque de platine aux États-Unis. Son succès est dû en grande partie au single It's My Life qui est nommé aux Grammy Awards dans la catégorie "meilleure performance rock par un duo ou un groupe", tandis que le disque concourt pour le titre de "meilleur album".
Le groupe revient rapidement avec son huitième album en 2002, Bounce. Il fait son entrée en deuxième position du Billboard 200, devenant la meilleure sortie de projet dans l'histoire du groupe. Performance battue avec le neuvième album du groupe, Have a Nice Day sorti en 2005. La chanson-titre de ce disque connaît un succès international, atteignant le top 10 en Australie, en Europe et au Royaume-Uni. Une autre chanson, Who Says You Can't Go Home, atteint la top position des Billboard Hot Country Songs après avoir été remixée dans un duo country avec Jennifer Nettles. Avec le succès de ce single, Bon Jovi est le premier groupe de rock à atteindre la première place du classement Billboard dans la catégorie country, donnant lieu finalement à l'obtention d'un Grammy Award. Lost Highway, un album influencé par les sonorités musicales de Nashville, sort en 2007. Bien que l'album connaît un succès important, y compris avec une nomination aux Grammy Awards dans la catégorie "meilleur album Pop", le groupe est revenu à ses racines rock en 2009 avec son onzième album studio, The Circle. L'album fait également son entrée en première position du Billboard Hot 100, ce qui en fait le 4e disque du groupe à réaliser cet exploit. Les singles principaux de Lost Highway et The Circle reçoivent différentes nominations aux Grammy Award,. Les singles principaux sont (You Want to) Make a Memory et We Weren't Born to Follow.
En novembre 2010, le groupe sort sa deuxième compilation de ses plus grands succès, intitulé Greatest Hits. L'album de compilation est vendu à la fois comme une version monodisque et une version ultime de deux disques. Il marche particulièrement en Australie, devenant triple disque de platine en deux mois. La version à double disque contient quatre nouvelles chansons, le premier single étant "What Do You Got?". Le clip de la chanson est le premier clip de Bon Jovi à être tourné et sorti en 3D.
Le 8 mars 2013, leur douzième album, What About Now, arrive dans les bacs. L'album est sorti deux mois après le premier single, Because We Can, sorti le 7 janvier. Les critiques sont très mitigées mais cela n'empêche pas au disque de débuter en première position du Billboard. La compilation Burning Bridges est ensuite mise en vente en 2015. Le 30 septembre 2015, dans une interview pour un star2.com, Jon Bon Jovi confirme que le prochain album This House Is Not For Sale serait un " vrai retour aux sources ". Le 12 août 2016, le groupe sort le premier single, This House Is Not for Sale, et la sortie de l'album semble imminente. Le 5 octobre 2016, Jon Bon Jovi annonce une tournée en 2017 à venir. Le 4 novembre 2016, quand l'album sort, il devient immédiatement le sixième projet du groupe à atteindre le sommet du Billboard 200,
Bon Jovi a vendu plus de 130 millions de disques dans le monde entier, ce qui en fait l'un des groupes les plus vendeurs de tous les temps,.

## Albums

### Albums Studio
| 1984 | Bon Jovi - Sorti: 21 janvier 1984 - Label: Mercury Records - Format: CD, K7 audio                          | 43 | — | 85 | 39 | —  | —  | — | —  | 18 | —  | 38 | - USA: Platine 2x - CAN: Or - SUI: Or - R-U: Argent | - 3 500 000                     |
| 1985 | 7800° Fahrenheit - Sorti: 12 avril 1985 - Label: Mercury Records - Format: CD, K7 audio                    | 37 | — | 28 | 30 | 40 | 11 | — | —  | 6  | 10 | 5  | - USA: Platine - CAN: Platine - R-U: Argent | - 3 000 000                     |
| 1986 | Slippery When Wet - Sorti: 18 août 1986 - Label: Mercury Records - Format: CD, K7 audio                    | 1  | 1 | 6  | 1  | 11 | 1  | 2 | 5  | 1  | 3  | 10 | - AUS: Platine 6x - USA: Platine 12x - CAN: Platine 10x - ALL: Platine - R-U: Platine 3x - SUI: Platine 2x - ESP: Platine - FIN: Platine                                | - 28 000 000                    |
| 1988 | New Jersey - Sorti: 13 septembre 1988 - Label: Mercury Records - Format: CD, K7 audio                      | 1  | 1 | 1  | 1  | 4  | 1  | 5 | 73 | 2  | 1  | 2  | - AUS: Platine 2x - USA: Platine 7x - CAN: Platine 5x - ALL: Platine - R-U: Platine 2x - FIN: Platine - ESP: Platine - AUT: Platine - SUI: Platine                      | - 18 000 000                    |
| 1992 | Keep the Faith - Sorti: 3 novembre 1992 - Label: Mercury Records - Format: CD, K7 audio                    | 5  | 8 | 1  | 1  | 2  | 3  | 2 | 3  | 1  | 3  | 3  | - AUS: Platine 3x - USA: Platine 2x - CAN: Platine 5x - ALL: Platine - R-U: Platine 3x - AUT: Platine 2x - FIN: Or - ESP: Platine - SUI: Platine 3x - JAP: Platine 2x   | - 12 000 000                    |
| 1995 | These Days - Sorti: 27 juin 1995 - Label: Mercury Records - Format: CD, K7 audio                           | 9  | 1 | 1  | 1  | 1  | 1  | 1 | 1  | 1  | 2  | 1  | - AUS: Platine - USA: Platine - CAN: Platine 2x - ALL: Or - R-U: Platine 2x - ESP: Platine 2x - FIN: Platine - AUT: Platine - JAP: Platine 3x - SUI: Platine            | - 10 000 000                    |
| 2000 | Crush - Sorti: 13 juin 2000 - Label: Island / Mercury - Format: CD, K7 audio                               | 9  | 4 | 1  | 1  | 1  | 1  | 1 | 1  | 1  | 2  | 2  | - AUS: Platine - USA: Platine 2x - CAN: Platine 2x - ALL: Platine 2x - R-U: Platine - ESP: Platine 2x - FIN: Platine - AUT: Platine - SUI: Platine 2x - JAP: Platine 3x | - 11 000 000                    |
| 2002 | Bounce - Sorti: 8 octobre 2002 - Label: Island / Mercury - Format: CD, K7 audio                            | 2  | 3 | 2  | 5  | 2  | 2  | 3 | 2  | 2  | 4  | 3  | - AUS: Or - CAN: Platine - ALL: Platine - R-U: Or - ESP: Or - USA: Platine - AUT: Or - SUI: Platine - JAP: Platine                                                      | - 5 000 000                     |
| 2005 | Have a Nice Day - Sorti: 20 septembre 2005 - Label: Island / Mercury - Format: CD, Digital download        | 2  | 1 | 2  | 1  | 1  | 1  | 1 | 1  | 4  | 3  | 1  | - AUS: Platine - USA: Platine - R-U: Or - AUT: Platine - CAN: Platine - JAP: Platine - SUI: Platine - ESP: Or                                                           | - 6 000 000                     |
| 2007 | Lost Highway - Sorti: 8 juin 2007 - Label: Island / Mercury - Format: CD, Digital download                 | 1  | 1 | 2  | 2  | 1  | 1  | 1 | 1  | 3  | 4  | 1  | - AUS: Or - USA: Platine - ALL: Platine - AUT: Platine 2x - ESP: Or - CAN: Platine 3x - R-U: Or - JAP: Or - SUI: Platine                                                | - 4 000 000                     |
| 2009 | The Circle - Sorti: 10 novembre 2009 - Label: Island Records - Format: CD, Digital download                | 1  | 1 | 2  | 4  | 1  | 1  | 2 | 4  | 6  | 9  | 1  | - USA: Or - AUS: Or - ALL: Or - R-U: Or - SUI: Or - JAP: Or - CAN: Platine                                                                                              | - 3 000 000                     |
| 2013 | What About Now - Sorti: 11 mars 2013 - Label: Island Records - Format: CD, Digital download                | 1  | 1 | 1  | 1  | 2  | 2  | 1 | 2  | 3  | 1  | 2  | - ALL: Or - R-U: Argent - AUT: Platine - CAN: Or - AUS: Or | - 1 500 000                     |
| 2016 | This House Is Not For Sale - Sorti: 21 octobre 2016 - Label: Island Records - Format: CD, Digital download | 1  | 3 | 5  | 1  | 3  | 2  | 1 | 8  | 10 | 10 | 1  | - R-U: Argent - AUT: Or - AUS: Or | - Monde: 600 000 - USA: 174 000 |
| 2020 | 2020 - Sorti: 2 octobre 2020 - Label: Island Records - Format: CD, Digital download                        |    |   |    |    |    |    |   |    |    |    |    | | - Monde: - USA:                 |
| 2024 | Forever - Sorti: 7 juin 2024 - Label: Island Records - Format: CD, Digital download                        |    |   |    |    |    |    |   |    |    |    |    | | - Monde: - USA:                 |
| "—" signifie que le single n'a pas réussi à se hisser dans les charts ou qu'il n'est pas sorti dans le pays concerné. | |    |   |    |    |    |    |   |    |    |    |    | |                                 |

### Albums live
| Année | Positions dans les chartes | Positions dans les chartes | Positions dans les chartes | Positions dans les chartes | Positions dans les chartes | Positions dans les chartes | Positions dans les chartes | Positions dans les chartes | Positions dans les chartes | Positions dans les chartes | Positions dans les chartes | Certifications                                                                          | Ventes      |
| Année | USA                        | CAN                        | RU                         | AUS                        | ALL                        | SUI                        | SUE                        | FIN                        | AUT                        | HOL                        | JAP                        | Certifications                                                                          | Ventes      |
| --- | -------------------------- | -------------------------- | -------------------------- | -------------------------- | -------------------------- | -------------------------- | -------------------------- | -------------------------- | -------------------------- | -------------------------- | -------------------------- | --------------------------------------------------------------------------------------- | ----------- |
| One Wild Night Live 1985-2001 - Sorti: 22 mai 2001 - Label: Island                                                        | 20                         | 4                          | 2                          | 6                          | 3                          | 1                          | 7                          | 4                          | 2                          | 2                          | 99                         | - AUT: Or - CAN: Or - EU: Platine - ALL: Or - ESP: Platine - SUI: Platine - R-U: Argent | - 2,000,000 |
| Inside Out - Sorti: 27 novembre 2012 - Label: Island                                                                      | 196                        | —                          | —                          | —                          | —                          | —                          | —                          | —                          | —                          | —                          | —                          |                                                                                         |             |
| This House Is Not for Sale – Live from the London Palladium - Sorti: 16 décembre 2016 - Label: Island                     | —                          | —                          | —                          | —                          | —                          | —                          | —                          | —                          | —                          | —                          | —                          |                                                                                         |             |
| "—" "—" signifie que le single n'a pas réussi à se hisser dans les charts ou qu'il n'est pas sorti dans le pays concerné. |                            |                            |                            |                            |                            |                            |                            |                            |                            |                            |                            |                                                                                         |             |

### Compilations
| Année | Album                                                                                      | Positions dans les chartes | Positions dans les chartes | Positions dans les chartes | Positions dans les chartes | Positions dans les chartes | Positions dans les chartes | Positions dans les chartes | Positions dans les chartes | Positions dans les chartes | Positions dans les chartes | Positions dans les chartes | Certifications | Ventes                                                |
| Année | Album                                                                                      | USA                        | CAN                        | RU                         | AUS                        | ALL                        | SUI                        | AUT                        | HOL                        | FIN                        | SUE                        | JAP                        | Certifications | Ventes                                                |
| ----- | ------------------------------------------------------------------------------------------ | -------------------------- | -------------------------- | -------------------------- | -------------------------- | -------------------------- | -------------------------- | -------------------------- | -------------------------- | -------------------------- | -------------------------- | -------------------------- | --- | ----------------------------------------------------- |
| 1994  | Hard & Hot - Sorti: 2 décembre 1991 (seulement en Australie) - Label: PolyGram Records     | -                          | -                          | -                          | 44                         | -                          | -                          | -                          | -                          | -                          | -                          | -                          | |                                                       |
| 1994  | Cross Road - Sorti: 10 octobre 1994 - Label: Mercury Records                               | 8                          | 1                          | 1                          | 1                          | 1                          | 1                          | 2                          | 2                          | 1                          | 1                          | 1                          | | - USA: 5 000 000 - JAP: 1 100 000 - Monde: 21 500 000 |
| 2001  | Tokyo Road: Best of Bon Jovi - Sorti: 28 mars 2001 - Label: Universal Japan                | —                          | —                          | —                          | —                          | —                          | —                          | —                          | —                          | —                          | —                          | 5                          | - JAP: Platine 2x | - JAP: 400 000                                        |
| 2003  | This Left Feels Right - Sorti: 4 novembre 2003 - Label: Island / Mercury                   | 14                         | 5                          | 4                          | 11                         | 3                          | 3                          | 2                          | 6                          | 18                         | 23                         | 5                          | - AUT: Or - CAN: Or - ALL: Or - ESP: Or - SUI: Or - R-U: Platine - JAP: Or                                                                                       | - Monde: 1 500 000                                    |
| 2004  | 100,000,000 Bon Jovi Fans Can't Be Wrong - Sorti: 16 novembre 2004 - Label: Island Records | 53                         | 48                         | 90                         | —                          | 37                         | —                          | —                          | —                          | 50                         | 40                         | 13                         | - USA: Or | - Monde: 1 000 000                                    |
| 2010  | Greatest Hits - Sorti: 29 octobre 2010 - Label: Island Records                             | 5                          | 1                          | 2                          | 1                          | 2                          | 3                          | 2                          | 3                          | 6                          | 1                          | 2                          | - AUS: Platine 7x - IRL: Platine 2x - EU: Platine - USA: Platine - AUT: Platine 3x - ITA: Platine - FIN: Or - ALL: Platine - ESP: Or - SUI: Or - R-U: Platine 3x | - USA: 873 000 - Monde: 4 000 000                     |
| 2015  | Burning Bridges - Sorti: 21 août 2015 - Label: Mercury - Format: CD, Digital download      | 13                         | 4                          | 3                          | 3                          | 1                          | 2                          | 1                          | 2                          | 9                          | 25                         | 3                          | - AUT: Or |                                                       |

## Extended plays (EP)
| Titre                              | Année | Notes |
| ---------------------------------- | ----- | --- |
| Live On Tour EP                    | 1987  | - Sortie seulement en Australie où il s'est classé en 21e position dans les charts. |
| Live from Osaka(en)                | 2000  | - Réédition disponible avec la version bonus de Crush au Japon et en Australasie. Classé #36 au Japon. |
| The Love Songs                     | 2001  | - Un CD bonus très rare, disponible uniquement le jour de la Saint-Valentin avec l'achat de l'album studio Crush. Contient cinq ballades de Bon Jovi : Thank You for Loving Me, Bed of Roses, Always, I'll Be There for You et Never Say Goodbye. |
| Bon Jovi – Target EP               | 2003  | - Uniquement aux États-Unis, un mini-album contenant des démos et des enregistrements live de morceaux de l'ère Bounce et Crush. Uniquement disponible dans les magasins Target pour une durée limitée à l'époque.                                |
| Live from the Have a Nice Day Tour | 2006  | - Un album promotionnel de six titres, vendu exclusivement dans les magasins Walmart aux États-Unis. |

## Singles

### Années 80
| Runaway | 1984 | 39   | 105 | —  | —  | 23 | —  | —  | —  | —  | —  | —  |                                                     | Bon Jovi          |
| She Don't Know Me | 1984 | 48   | —   | —  | —  | —  | —  | —  | —  | —  | —  | —  |                                                     | Bon Jovi          |
| Burning for Love[A]                                                                                                   | 1984 | —    | —   | —  | —  | —  | —  | —  | —  | —  | —  | —  |                                                     | Bon Jovi          |
| Only Lonely | 1985 | 54   | —   | —  | —  | —  | —  | —  | —  | —  | —  | —  |                                                     | 7800° Fahrenheit  |
| In and Out of Love | 1985 | 69   | —   | —  | —  | —  | —  | —  | —  | —  | —  | —  |                                                     | 7800° Fahrenheit  |
| The Hardest Part Is the Night                                                                                         | 1985 | —    | —   | —  | —  | —  | —  | —  | —  | —  | —  | 68 |                                                     | 7800° Fahrenheit  |
| Silent Night | 1985 | —    | —   | —  | —  | —  | —  | —  | —  | —  | —  | —  |                                                     | 7800° Fahrenheit  |
| You Give Love a Bad Name                                                                                              | 1986 | 1    | 32  | 25 | 2  | 8  | —  | 21 | 2  | 14 | —  | 14 | - CAN: Or - RU: Platine                             | Slippery When Wet |
| Livin' on a Prayer | 1986 | 1    | 3   | —  | 1  | 10 | 20 | 4  | 4  | 2  | 12 | 4  | - USA: 3× Platine - CAN: Or - JPN: Or - RU: Platine | Slippery When Wet |
| Wanted Dead or Alive                                                                                                  | 1987 | 7    | 13  | —  | 17 | —  | 47 | 6  | 20 | —  | —  | 13 | - USA: 4× Platine - RU: Argent                      | Slippery When Wet |
| Never Say Goodbye | 1987 | —[B] | 26  | —  | —  | —  | —  | 4  | 59 | —  | —  | 21 |                                                     | Slippery When Wet |
| Bad Medicine | 1988 | 1    | 4   | —  | 5  | 12 | 54 | 10 | 10 | 20 | 14 | 17 |                                                     | New Jersey        |
| Born to Be My Baby | 1988 | 3    | 30  | —  | 7* | —  | 54 | 7  | —  | —  | 25 | 22 |                                                     | New Jersey        |
| I'll Be There for You                                                                                                 | 1989 | 1    | 23  | —  | 2  | —  | 67 | 6  | 22 | —  | 15 | 18 |                                                     | New Jersey        |
| Lay Your Hands on Me                                                                                                  | 1989 | 7    | 23  | —  | 17 | —  | —  | 8  | 47 | —  | 16 | 18 |                                                     | New Jersey        |
| Living in Sin | 1989 | 9    | 64  | —  | 19 | —  | —  | 17 | —  | —  | 20 | 35 |                                                     | New Jersey        |
| "—" signifie que le single n'a pas réussi à se hisser dans les charts ou qu'il n'est pas sorti dans le pays concerné. |      |      |     |    |    |    |    |    |    |    |    |    |                                                     |                   |

### Années 90
| Title | Année | Position dans les chartes | Position dans les chartes | Position dans les chartes | Position dans les chartes | Position dans les chartes | Position dans les chartes | Position dans les chartes | Position dans les chartes | Position dans les chartes | Position dans les chartes | Position dans les chartes | Certifications                                                     | Album          |
| Title | Année | USA                       | AUS                       | AUT                       | CAN                       | FIN                       | ALL                       | IRL                       | HOL                       | SUE                       | SUI                       | RU                        | Certifications                                                     | Album          |
| --- | ----- | ------------------------- | ------------------------- | ------------------------- | ------------------------- | ------------------------- | ------------------------- | ------------------------- | ------------------------- | ------------------------- | ------------------------- | ------------------------- | ------------------------------------------------------------------ | -------------- |
| Keep the Faith | 1992  | 29                        | 10                        | 17                        | 5                         | 3                         | 8                         | 5                         | 9                         | 7                         | 3                         | 5                         |                                                                    | Keep the Faith |
| Bed of Roses | 1993  | 10                        | 10                        | —                         | 2                         | 18                        | 10                        | 15                        | 9                         | 27                        | 9                         | 13                        | - AUS: Or                                                          | Keep the Faith |
| In These Arms | 1993  | 27                        | 10                        | 20                        | 6                         | —                         | 14                        | 10                        | 7                         | —                         | 23                        | 9                         | - AUS: Or                                                          | Keep the Faith |
| I'll Sleep When I'm Dead                                                                                              | 1993  | 97                        | 24                        | 19                        | 47                        | 20                        | —                         | 14                        | 17                        | —                         | 35                        | 17                        |                                                                    | Keep the Faith |
| I Believe | 1993  | —                         | 40                        | —                         | —                         | —                         | 49                        | 25                        | 32                        | —                         | 34                        | 11                        |                                                                    | Keep the Faith |
| Dry County | 1994  | —                         | 31                        | 26                        | —                         | 6                         | 41                        | 18                        | 19                        | 35                        | 10                        | 9                         |                                                                    | Keep the Faith |
| Please Come Home for Christmas[C]                                                                                     | 1994  | —                         | —                         | —                         | —                         | 20                        | —                         | 6                         | —                         | —                         | —                         | 7                         |                                                                    |                |
| Always | 1994  | 4                         | 2                         | 3                         | 1                         | 3                         | 4                         | 1                         | 2                         | 2                         | 1                         | 2                         | - USA: Platine - AUS: 2× Platine - AUT: Or - SUI: Or - RU: Platine | Cross Road     |
| Someday I'll Be Saturday Night                                                                                        | 1995  | —                         | 10                        | —                         | 18                        | 4                         | 37                        | 6                         | 17                        | —                         | 11                        | 7                         |                                                                    | Cross Road     |
| This Ain't a Love Song                                                                                                | 1995  | 14                        | 4                         | 6                         | 2                         | 1                         | 9                         | 5                         | 3                         | 12                        | 4                         | 6                         | - AUS: Or                                                          | These Days     |
| Something for the Pain[D]                                                                                             | 1995  | 76                        | 14                        | 36                        | 19                        | 4                         | 51                        | 8                         | 14                        | 33                        | 10                        | 8                         |                                                                    | These Days     |
| Lie to Me[D] | 1995  | 88                        | 20                        | 20                        | 20                        | 9                         | 46                        | 11                        | 16                        | 44                        | 20                        | 10                        |                                                                    | These Days     |
| These Days | 1996  | —                         | 38                        | —                         | —                         | —                         | 61                        | 22                        | 45                        | —                         | 31                        | 7                         |                                                                    | These Days     |
| Hey God | 1996  | —                         | —                         | —                         | —                         | 18                        | —                         | 21                        | 27                        | —                         | —                         | 13                        |                                                                    | These Days     |
| Real Life | 1999  | —                         | 52                        | 17                        | 52                        | —                         | 17                        | —                         | 36                        | —                         | 22                        | 21                        |                                                                    | EDtv OST       |
| "—" signifie que le single n'a pas réussi à se hisser dans les charts ou qu'il n'est pas sorti dans le pays concerné. |       |                           |                           |                           |                           |                           |                           |                           |                           |                           |                           |                           |                                                                    |                |

### Années 2000
| It's My Life | 2000 | 33  | 5  | 1  | 17 | 6  | 2  | 5  | 1  | 2  | 1  | 3   | - AUS: Platine - AUT: Platine - ALL: Platine - JPN: Or - SUI: Platine - RU: Or - USA: 2× Platine | Crush                         |
| Say It Isn't So | 2000 | —   | 9  | 22 | —  | —  | 35 | 16 | 24 | 35 | 58 | 10  | - AUS: Or                                                                                        | Crush                         |
| Thank You for Loving Me                                                                                               | 2000 | 57  | 34 | 14 | —  | 19 | 25 | 19 | 24 | 46 | 26 | 12  |                                                                                                  | Crush                         |
| One Wild Night | 2001 | —   | 35 | 19 | —  | 10 | 25 | 21 | 17 | 32 | 31 | 10  |                                                                                                  | One Wild Night Live 1985–2001 |
| Wanted Dead or Alive[E]                                                                                               | 2001 | —   | —  | —  | —  | —  | 45 | —  | 26 | —  | —  | —   |                                                                                                  | One Wild Night Live 1985–2001 |
| Everyday | 2002 | 118 | 5  | 9  | 1  | 3  | 7  | 11 | 6  | 6  | 6  | 5   | - AUS: Or                                                                                        | Bounce                        |
| Bounce[A] | 2002 | —   | —  | —  | —  | —  | —  | —  | —  | —  | —  | —   |                                                                                                  | Bounce                        |
| Misunderstood | 2002 | 106 | 33 | 37 | 19 | —  | 35 | 37 | 27 | 39 | 57 | 21  |                                                                                                  | Bounce                        |
| All About Lovin' You                                                                                                  | 2003 | —   | 31 | 27 | —  | —  | 21 | 16 | 17 | 38 | 33 | 9   |                                                                                                  | Bounce                        |
| The Distance[A] | 2003 | —   | —  | —  | —  | —  | —  | —  | —  | —  | —  | —   |                                                                                                  | Bounce                        |
| Wanted Dead or Alive (2003)                                                                                           | 2003 | —   | —  | —  | —  | —  | —  | —  | —  | —  | —  | —   |                                                                                                  | This Left Feels Right         |
| It's My Life (2003)[E]                                                                                                | 2003 | —   | —  | 17 | —  | —  | 45 | —  | 16 | —  | —  | —   |                                                                                                  | This Left Feels Right         |
| Have a Nice Day | 2005 | 53  | 8  | 7  | 7  | 8  | 7  | 18 | 5  | 2  | 10 | 6   | - USA: Or - AUS: Or                                                                              | Have a Nice Day               |
| Who Says You Can't Go Home (version country featuring Jennifer Nettles)[F]                                            | 2005 | 23  | —  | 36 | —  | —  | 54 | 30 | 33 | —  | 57 | 5   |                                                                                                  | Have a Nice Day               |
| Welcome to Wherever You Are                                                                                           | 2006 | —   | —  | 36 | —  | —  | 40 | 23 | 25 | —  | 46 | 19  |                                                                                                  | Have a Nice Day               |
| (You Want to) Make a Memory                                                                                           | 2007 | 27  | —  | 3  | 4  | 9  | 5  | —  | 9  | —  | 5  | 33  | - USA: Or                                                                                        | Lost Highway                  |
| Lost Highway | 2007 | —   | —  | 41 | 39 | —  | 36 | —  | —  | —  | —  | 117 |                                                                                                  | Lost Highway                  |
| Till We Ain't Strangers Anymore (featuring LeAnn Rimes)                                                               | 2007 | 123 | —  | —  | —  | —  | 39 | —  | —  | —  | —  | —   |                                                                                                  | Lost Highway                  |
| Summertime[G] | 2007 | —   | —  | —  | 39 | —  | —  | —  | —  | —  | —  | —   |                                                                                                  | Lost Highway                  |
| Whole Lot of Leavin                                                                                                   | 2008 | —   | —  | 22 | —  | —  | 41 | —  | —  | —  | —  | —   |                                                                                                  | Lost Highway                  |
| We Weren't Born to Follow                                                                                             | 2009 | 68  | 62 | 4  | 29 | 28 | 6  | 41 | 73 | 30 | 14 | 25  |                                                                                                  | The Circle                    |
| "—" signifie que le single n'a pas réussi à se hisser dans les charts ou qu'il n'est pas sorti dans le pays concerné. |      |     |    |    |    |    |    |    |    |    |    |     |                                                                                                  |                               |

### Années 2010
| Titre | Année | Position dans les chartes | Position dans les chartes | Position dans les chartes | Position dans les chartes | Position dans les chartes | Position dans les chartes | Position dans les chartes | Position dans les chartes | Position dans les chartes | Position dans les chartes | Position dans les chartes | Certification | Album                      |
| Titre | Année | USA                       | AUS                       | AUT                       | CAN                       | FIN                       | ALL                       | IRL                       | HOL                       | SUE                       | SWI                       | RU                        | Certification | Album                      |
| --- | ----- | ------------------------- | ------------------------- | ------------------------- | ------------------------- | ------------------------- | ------------------------- | ------------------------- | ------------------------- | ------------------------- | ------------------------- | ------------------------- | ------------- | -------------------------- |
| Superman Tonight | 2010  | —                         | —                         | 44                        | —                         | —                         | 26                        | —                         | —                         | —                         | —                         | —                         |               | The Circle                 |
| When We Were Beautiful                                                                                                | 2010  | —                         | —                         | —                         | —                         | —                         | —                         | —                         | —                         | —                         | —                         | —                         |               | The Circle                 |
| What Do You Got? | 2010  | 102                       | —                         | 30                        | 23                        | —                         | 23                        | —                         | —                         | —                         | —                         | 127                       |               | Greatest Hits              |
| No Apologies | 2011  | —                         | —                         | —                         | —                         | —                         | —                         | —                         | —                         | —                         | —                         | —                         |               | Greatest Hits              |
| This Is Our House | 2011  | —                         | —                         | —                         | —                         | —                         | —                         | —                         | —                         | —                         | —                         | —                         |               | Greatest Hits              |
| Because We Can | 2013  | 106                       | 56                        | 21                        | 37                        | 14                        | 37                        | 55                        | 36                        | —                         | 34                        | 38                        |               | What About Now             |
| What About Now | 2013  | —                         | —                         | —                         | —                         | —                         | —                         | —                         | —                         | —                         | —                         | —                         |               | What About Now             |
| We Don't Run | 2015  | —                         | —                         | —                         | —                         | —                         | —                         | —                         | —                         | —                         | —                         | —                         |               | Burning Bridges            |
| Saturday Night Gave Me Sunday Morning                                                                                 | 2015  | —                         | —                         | 54                        | —                         | —                         | 98                        | —                         | —                         | —                         | —                         | —                         |               | Burning Bridges            |
| This House Is Not for Sale                                                                                            | 2016  | —                         | 81                        | 43                        | —                         | —                         | 85                        | —                         | —                         | —                         | —                         | 130                       |               | This House is Not For Sale |
| Knockout | 2016  | —                         | —                         | —                         | —                         | —                         | —                         | —                         | —                         | —                         | —                         | —                         |               | This House is Not For Sale |
| Labor of Love | 2016  | —                         | —                         | —                         | —                         | —                         | —                         | —                         | —                         | —                         | —                         | —                         |               | This House is Not For Sale |
| Born Again Tomorrow                                                                                                   | 2016  | —                         | —                         | —                         | —                         | —                         | —                         | —                         | —                         | —                         | —                         | —                         |               | This House is Not For Sale |
| "—" signifie que le single n'a pas réussi à se hisser dans les charts ou qu'il n'est pas sorti dans le pays concerné. |       |                           |                           |                           |                           |                           |                           |                           |                           |                           |                           |                           |               | This House is Not For Sale |

### Autres singles
| Titre                                   | Année | Notes |
| --------------------------------------- | ----- | --- |
| Breakout                                | 1984  | - Un EP / Single contenant une version live et studio de Breakout ainsi qu'une version live de Runaway. |
| The Price of Love                       | 1985  | - Un single promotionnel sorti uniquement au Japon. |
| Borderline                              | 1986  | - Un EP / Single sorti aux côtés de Livin 'on a Prayer au Japon. |
| Let It Rock                             | 1986  | - Provient de l'album de Slippery When Wet sorti en 1986. Single sorti en vinyle uniquement au Royaume-Uni. |
| I Wish Everyday Could Be Like Christmas | 1993  | - À l'origine sorti en tant que face B du single Keep the Faith en 1992, il s'est également retrouvé sur la face B du single Please Come Home for Christmas. Depuis, la chanson a été rééditée à de nombreuses reprises notamment en 1993, 2002 et 2011. Les recettes du single ont été versées aux Special Olympics,.                                        |
| Cama de rosas                           | 1993  | - La version espagnole de Bed of Roses qui a été publié comme un CD promotionnel en Espagne et au Mexique. Apparaît sur certaines versions internationales de l'album studio Keep the Faith. |
| Good Guys Don't Always Wear White       | 1994  | - Provient de la bande originale du film Deux cow-boys à New York sorti en 1994. Apparaît également sur la face B du single Someday I'll Be Saturday Night et sur le coffret 100.000.000 Bon Jovi Fans Can't Be Wrong. Ce morceau était destiné, à la base, à être le premier single de l'album Cross Road sorti en 1994. La chanson comporte un clip vidéo,. |
| Wedding Day                             | 1995  | - À l'origine, apparaît comme la face B du single This Is not a Love Song. Publié ensuite en tant que CD promotionnel uniquement en Allemagne. |
| Como yo nadie te ha amado               | 1995  | - La version espagnole de This Ain't a Love Song. Elle a été publiée comme CD promoitonnel au Mexique et aux États-Unis. Apparaît également sur certaines versions sud-américaines de l'album studio These Days. |
| Save the World                          | 2000  | - Provient de l'album studio Crush sorti en 2000. Est sorti comme single uniquement au Japon. |
| Tokyo Road (Live)                       | 2001  | - Single sorti uniquement au Japon pour promouvoir la compilation Tokyo Road: Best of Bon Jovi. La version live de Tokyo Road apparaîtra plus tard, en 2010, sur l'édition spéciale de l'album 7800° Fahrenheit. |
| Keep the Faith (version de 2003)        | 2003  | - La version de Keep the Faith provenant de la compilation This Left Feels Right est sortie uniquement comme single en Espagne. |
| I Want to Be Loved                      | 2005  | - Provient de l'album Have a Nice Day sorti en 2005. Single dévoilé uniquement aux États-Unis. |
| Work for the Working Man                | 2009  | - Extrait de l'album The Circle sorti en 2009. Single dévoilé uniquement aux Pays-Bas. |

## Autres morceaux classés dans les chartes
| Edge of a Broken Heart[G]                                                                                             | 1987 | 38 | —  | — | —   | —  | Disorderlies OST                         |
| The Radio Saved My Life Tonight (Single promotionnel)                                                                 | 2004 | —  | —  | — | —   | 37 | 100,000,000 Bon Jovi Fans Can't Be Wrong |
| Hallelujah (live) | 2008 | —  | 29 | — | 177 | —  | Lost Highway                             |
| The More Things Change[G]                                                                                             | 2011 | —  | 37 | — | —   | —  | Greatest Hits (Ultimate Collection)      |
| "—" signifie que le single n'a pas réussi à se hisser dans les charts ou qu'il n'est pas sorti dans le pays concerné. |      |    |    |   |     |    |                                          |

Notes:

A^ Sorti comme un single au Japon (excepté Bounce, qui est sorti comme un single promotionnel aux États-Unis)

B^ Comme il n'a pas été publié en tant que single disponible au détail aux États-Unis, Never Say Goodbye n'était pas elligible pour rentrer dans le Billboard Hot 100; Cependant, il a atteint la position 28 dans le Hot 100 Airplay.

C^ Please Come Home for Christmas a été initialement crédité comme un enregistrement solo de Jon Bon Jovi et inclus dans la compilation de Noël A Very Special Christmas 2 en 1992.
Lorsqu'il est sorti en single au Royaume-Uni, en Irlande et en Europe en 1994, il a été crédité du nom de groupe.

D^ Something for the Pain et Lie to Me ont été sortis et représentés comme une double face A aux États-Unis.

E^ Sorti comme single en Europe.

F^ La version country de Who Says You Can't Go Home avec Jennifer Nettles a atteint la position n°1 dans le Billboard (dans la catégorie country).

G^ Classé dans le Hot 100 Airplay.

H^ Classé grâce aux ventes digitales.

## Vidéographie

### Clips vidéos
| Année | Titre                                                                 | Label   | Réalisateur                  |
| ----- | --------------------------------------------------------------------- | ------- | ---------------------------- |
| 1984  | Runaway                                                               | Mercury | Michael Cuesta               |
| 1984  | She Don't Know Me                                                     | Mercury | Martin Kahan                 |
| 1985  | In and Out of Love                                                    | Mercury | Martin Kahan                 |
| 1985  | Only Lonely                                                           | Mercury | Jack Cole                    |
| 1985  | Silent Night                                                          | Mercury | Marcelo Epstein              |
| 1986  | You Give Love a Bad Name                                              | Mercury | Wayne Isham                  |
| 1986  | Livin' on a Prayer                                                    | Mercury | Wayne Isham                  |
| 1987  | Wanted Dead or Alive                                                  | Mercury | Wayne Isham                  |
| 1987  | Never Say Goodbye                                                     | Mercury | Wayne Isham                  |
| 1987  | Wild in the Streets                                                   | Mercury | Wayne Isham                  |
| 1988  | Bad Medicine (version originale)                                      | Mercury | Wayne Isham                  |
| 1988  | Bad Medicine (version "fans")                                         | Mercury | Wayne Isham                  |
| 1988  | Born to Be My Baby                                                    | Mercury | Wayne Isham                  |
| 1989  | I'll Be There for You                                                 | Mercury | Wayne Isham                  |
| 1989  | Lay Your Hands on Me                                                  | Mercury | Wayne Isham                  |
| 1989  | Living in Sin                                                         | Mercury | Wayne Isham                  |
| 1989  | Blood on Blood                                                        | Mercury | Wayne Isham                  |
| 1992  | Keep the Faith                                                        | Mercury | Phil Joanou                  |
| 1993  | Bed of Roses (version courte, version longue and version alternative) | Mercury | Wayne Isham                  |
| 1993  | In These Arms                                                         | Mercury | Wayne Isham                  |
| 1993  | I'll Sleep When I'm Dead                                              | Mercury | Troy Smith                   |
| 1993  | I Believe                                                             | Mercury | Nick Egan                    |
| 1994  | If I Was Your Mother                                                  | Mercury | Wayne Isham                  |
| 1994  | Dry County                                                            | Mercury | Nick Egan                    |
| 1994  | Always (version originale et alternative)                             | Mercury | Marty Callner                |
| 1994  | Please Come Home for Christmas                                        | Mercury | Herb Ritts                   |
| 1994  | Someday I'll Be Saturday Night                                        | Mercury | Wayne Isham                  |
| 1995  | Good Guys Don't Always Wear White                                     | Mercury | Wayne Isham                  |
| 1995  | This Ain't a Love Song (version originale et alternative)             | Mercury | Andy Morahan                 |
| 1995  | Something for the Pain                                                | Mercury | Marty Callner                |
| 1995  | Lie to Me (version originale, alternative et longue)                  | Mercury | Marty Callner                |
| 1996  | These Days (version originale et alternaive)                          | Mercury | Steven Kirlys                |
| 1996  | Hey God (version courte et alternative)                               | Mercury | Matt Mahurin                 |
| 1999  | Real Life                                                             | Mercury | Wayne Isham                  |
| 2000  | It's My Life                                                          | Island  | Wayne Isham                  |
| 2000  | Say It Isn't So                                                       | Island  | Wayne Isham                  |
| 2000  | Thank You for Loving Me                                               | Island  | Wayne Isham                  |
| 2001  | One Wild Night                                                        | Island  | Nancy Bardawil               |
| 2002  | Everyday                                                              | Island  | Todd Kellstein               |
| 2002  | Misunderstood                                                         | Island  | Marc Klasfeld                |
| 2003  | All About Lovin' You                                                  | Island  | Marc Klasfeld                |
| 2003  | Wanted Dead or Alive 2003                                             | Island  | Anthony M. Bongiovi          |
| 2005  | Have a Nice Day                                                       | Island  | Eric Hirshberg               |
| 2005  | Who Says You Can't Go Home (version originale)                        | Island  | Jeff Labbe                   |
| 2005  | Who Says You Can't Go Home (version country avec Jennifer Nettles)    | Island  | Anthony M. Bongiovi          |
| 2006  | Welcome to Wherever You Are                                           | Island  | Wayne Isham                  |
| 2007  | (You Want to) Make a Memory                                           | Island  | Kevin Kerslake               |
| 2007  | Till We Ain't Strangers Anymore                                       | Island  | Phil Griffin                 |
| 2007  | Lost Highway                                                          | Island  | Anthony M. Bongiovi          |
| 2008  | Whole Lot of Leavin                                                   | Island  | Phil Griffin                 |
| 2009  | We Weren't Born to Follow                                             | Island  | Craig Barry                  |
| 2010  | Superman Tonight                                                      | Island  | Phil Griffin                 |
| 2010  | When We Were Beautiful                                                | Island  | Anthony M. Bongiovi          |
| 2010  | What Do You Got?                                                      | Island  | Wayne Isham                  |
| 2010  | This Is Our House                                                     | Island  | Anthony M. Bongiovi          |
| 2011  | No Apologies                                                          | Island  | Anthony M. Bongiovi          |
| 2013  | Because We Can                                                        | Island  | Fisher Stevens               |
| 2013  | What About Now                                                        | Island  | Anthony M. Bongiovi          |
| 2016  | This House Is Not for Sale                                            | Island  | Indrani Pal-Chaudhuri        |
| 2016  | Knockout                                                              | Island  | Alex Howard                  |
| 2016  | Labor of Love                                                         | Island  | Frank Borin and Ivanna Borin |
| 2016  | Come On Up to Our House                                               | Island  | Alex Howard                  |
| 2016  | Scars on This Guitar                                                  | Island  | Alex Howard                  |
| 2016  | The Devil's in the Temple                                             | Island  | Alex Howard                  |
| 2016  | Roller Coaster                                                        | Island  | Alex Howard                  |
| 2016  | Born Again Tomorrow                                                   | Island  | Frank Borin and Ivanna Borin |
| 2016  | New Year's Day                                                        | Island  | Alex Howard                  |
| 2017  | God Bless This Mess                                                   | Island  | Alex Howard                  |
| 2017  | Living With the Ghost                                                 | Island  |                              |
| 2017  | Reunion                                                               | Island  |                              |
| 2017  | Spiritual Warfare                                                     | Island  |                              |
| 2018  | When We Were Us                                                       | Island  |                              |

### Concerts
| 1993                                                     | Keep the Faith: An Evening with Bon Jovi (en) - Sorti: Février 1993 - Label: Mercury | —                                                          |
| 1995                                                     | Live From London (en) - Sorti: Novembre 1995 - Label: Universal                      | - USA: Or - R-U: Platine 2x                                |
| 2000                                                     | The Crush Tour (en) - Sorti: 4 décembre 2000 - Label: Mercury                        | - USA: Platine - AUS: Platine - BRA: Or - R-U: Platine 2x' |
| 2003                                                     | This Left Feels Right (Live) - Sorti: 10 février 2004 - Label: Island                | - AUS: Or - BRE Or - R-U: Platinum                         |
| 2007                                                     | Lost Highway: The Concert (en) - Sorti: 23 novembre 2007 - Label: Universal          | - USA: Platine - CAN: Platine 5x - AUS: Platine - R-U: Or  |
| 2009                                                     | Live at Madison Square Garden (en) - Sorti: 20 novembre 2009 - Label: Island         | - AUS: Platine - R-U: Or                                   |
| "—" signifie que la vidéo n'a reçu aucune certification. |                                                                                      |                                                            |

### Albums vidéo
| Année | Titre                                                                                     | Certifications                   |
| ----- | ----------------------------------------------------------------------------------------- | -------------------------------- |
| 1985  | Breakout: Video Singles (en) - Sorti: 1985 - Label: Polygram                              | - USA: Platine                   |
| 1987  | Slippery When Wet: The Videos (en) - Sorti: 1987 - Label: Mercury                         | - USA: Platine 2x - CAN: Platine |
| 1989  | New Jersey: The Videos (en) - Sorti: 1989 - Label: Polygram                               | - USA: Platine - CAN: Or         |
| 1994  | Keep the Faith: The Videos (en) - Sorti: 1994 - Label: Mercury                            | - USA: Or                        |
| 1994  | Cross Road: The Videos (en) - Sorti: 1994 - Label: Mercury                                | - USA: Or                        |
| 2010  | Greatest Hits - The Ultimate Video Collection (en) - Sorti: Novembre 2010 - Label: Island | - AUS: Platine 2x - BRE: Or      |

### Documentaires
| 1990                                                     | Access All Areas: A Rock & Roll Odyssey - Sorti: 20 mai 1990 - Label: Mercury | - USA: Or |
| 2009                                                     | When We Were Beautiful - Sorti: Novembre 2009 (au cinéma) - Label: Mercury    | —         |
| "—" signifie que la vidéo n'a reçu aucune certification. |                                                                               |           |